# ترن ۱۰ استودیوز
ترن ۱۰ استودیوز (به انگلیسی: Turn 10 Studios) یک توسعه‌دهنده بازی ویدئویی آمریکایی در ردموند، واشینگتن می‌باشد. این شرکت در سال ۲۰۰۱ توسط مایکروسافت گیم استودیوز (درحال حاضر اکس‌باکس گیم استودیوز) برای توسعه مجموعه بازی فورتزا برای پلتفرم‌های اکس‌باکس تأسیس شد. جدیدترین بازی توسعه‌یافته توسط ترن ۱۰، فورتزا موتوراسپورت ۷ است که در سال ۲۰۱۷ منتشر شد.

## بازی‌ها
| سال  | عنوان                       | پلتفرم(ها)                                  |
| ---- | --------------------------- | ------------------------------------------- |
| ۲۰۰۵ | فورتزا موتوراسپورت          | اکس‌باکس                                     |
| ۲۰۰۷ | فورتزا موتوراسپورت ۲        | ایکس‌باکس ۳۶۰                                |
| ۲۰۰۹ | فورتزا موتوراسپورت ۳        | ایکس‌باکس ۳۶۰                                |
| ۲۰۱۱ | فورتزا موتوراسپورت ۴        | ایکس‌باکس ۳۶۰                                |
| ۲۰۱۳ | فورتزا موتوراسپورت ۵        | اکس‌باکس وان                                 |
| ۲۰۱۵ | فورتزا موتوراسپورت ۶        | اکس‌باکس وان                                 |
| ۲۰۱۶ | فورتزا موتوراسپورت ۶: ایپکس | مایکروسافت ویندوز، اکس‌باکس وان              |
| ۲۰۱۷ | فورتزا موتوراسپورت ۷        | مایکروسافت ویندوز، اکس‌باکس وان              |
| ۲۰۲۳ | فوتزا موتوراسپورت           | مایکروسافت ویندوز، اکس‌باکس سری اکس و سری اس |